# Kokot (Kije)
Kokot (AFI: ['kɔkɔt]) es una aldea polaca en el distrito administrativo o gmina de Kije, en el powiat (o "condado") de Pińczów del voivodato de Santa Cruz, en el centro-sur de Polonia. Se encuentra a unos 2 kilómetros al oeste de Kije, a 9 km al norte de Pińczów, y a 31 km al sur de la capital de la región de Kielce. En el año 2011 solo tiene 220 personas censadas.

## Toponimia
En las lenguas eslavas occidentales la palabra kokot originalmente (por onomatopeya) significa gallo.